# Verrou à bloc tombant

Le chargement avec bloc tombant.

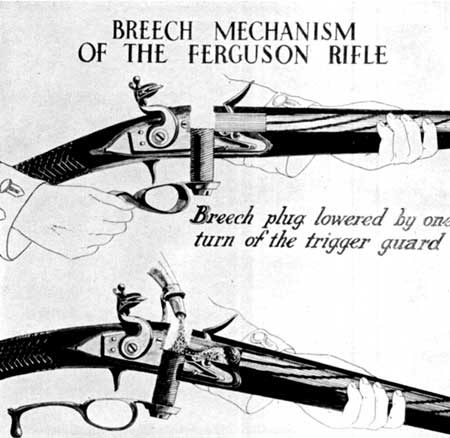
Le verrou du fusil Ferguson.

Le verrou à bloc tombant est un verrouillage d'arme à feu développé presque simultanément par l'Italien Cavalli (1846) et l'Américain Sharps (1848), qui a été décliné sous plusieurs formes différentes à partir de 1860. Adopté très tôt dans l'artillerie allemande, il fut délaissé par l'artillerie française au profit du verrou de Bange.

## L'étanchéité au gaz
Le verrou de culasse bouche l'arrière du fût et encaisse le recul du canon sur l'affût. Dans les canons qui utilisent des gargousses, ce verrou contient hermétiquement les gaz dont la détente assure la propulsion ; avec les obus, il actionne à l'ouverture une éjection semi-automatique de l'étui. Le mécanisme est conçu pour minimiser le nombre de gestes pour l'ouverture et l’obturation manuelle de la culasse. La gâchette de déclenchement engagée contre le bloc doit prémunir les servants d'une mise à feu intempestive. Il faut, avec cela, minimiser autant que possible les dimensions et le poids du bloc amovible pour réduire le poids total de l'arme et la longueur morte de canon contenant la charge. Pour un affût donné, cette longueur morte ainsi que le recul conditionnent la hausse maximum de l'arme.

## Historique

Verrou Kreiner à deux blocs destiné à l'artillerie de campagne prussienne (modèle 1867).

Jusqu'au milieu du XIXe siècle, les pièces d'artillerie se chargeaient exclusivement par la bouche. Les échanges de tirs, sur mer comme sur terre, ne se faisant qu'à quelques centaines de mètres de distance, cette disposition offrait la meilleure cadence de tir. Mais l'apparition des fusils à canon rayé, en allongeant la distance de tir, força l'artillerie à évoluer à son tour car sa portée était insuffisante pour combattre l'infanterie. Il semble que ce fut d'abord l'Italien Giovanni Cavalli qui, en 1846, imagina de transposer la rayure des fusils aux canons avec la fabrication d'un premier obusier de 30 livres à chargement par la culasse,. Contrairement à Wahrendorff, qui avait conçu un verrou de culasse à goupille, il eut recours à un verrou à bloc tombant, mais ce mécanisme ne fit pas école : mal dimensionné, il ne résistait pas au recul de l'arme. C'est pourquoi les premiers canons rayés furent d'abord majoritairement équipés du verrou Wahrendorff sur le continent, et du verrou Armstrong en Angleterre.

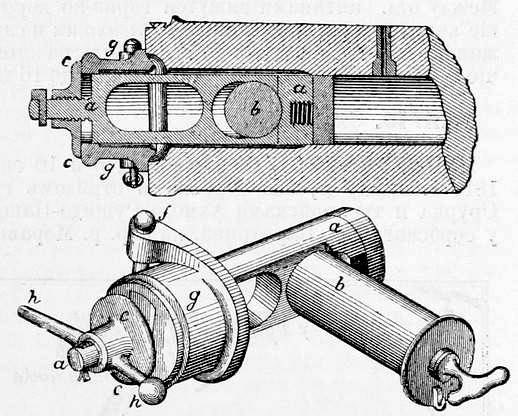
Système Wahrendorff
Verrou de culasse cylindrique Krupp[4] Mle C73 ; .
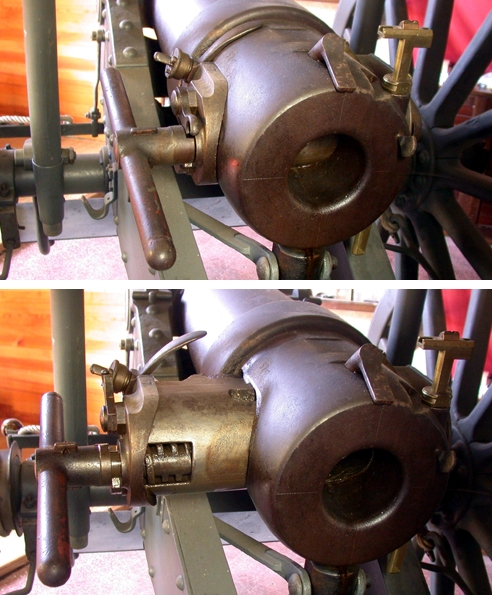
Verrou Krupp à bloc cylindrique d'un canon de campagne suisse calibre 84 mm (1879). Le bloc se translate latéralement pour charger l'arme.

C'est en Prusse qu'avec l'avènement du canon rayé à chargement par la culasse, les armuriers éprouvèrent un regain d'intérêt pour le verrou à bloc tombant : une première version, le mécanisme Kreiner, est d'abord utilisée dans la défense des places fortifiées en 1862 ; puis en 1864, une seconde version, le verrou Wesener, équipe l'artillerie de campagne mais comme son devancier italien, il est mal dimensionné et est remplacé entre 1866 et 1867 par une version améliorée du verrou Kreiner.
Simultanément, les usines Krupp développaient leur propre verrou de culasse : Alfred Krupp déposa un premier brevet de verrou à bloc plat en Angleterre le 29 octobre 1862, puis en 1864 celui d'un verrou à cale cylindrique (Rundkeilverschluss) destiné à l'artillerie de campagne. Il développa en 1866 un mécanisme plus rapide pour les pièces de gros calibre, avec une vis de fixation, supprimée finalement en 1868 pour faciliter la manœuvre : cette ultime version demeurera en usage jusqu'à l'avènement du tir rapide dans les années 1890.
L'amélioration de l'étanchéité permit, au cours des années 1880, de diminuer énormément l'épaisseur du nuage de fumée qui suivait chaque tir, et ainsi d'accélérer le chargement et de rendre les canons moins repérables par l'ennemi. Il restait encore deux problèmes : accélérer le chargement et limiter le recul.
L'avènement du tir rapide résulte des progrès accomplis dans l'usinage des obus, avec le verrou à tir rapide C/87, qui équipa un obusier de 130 mm (1888), puis un obusier de 150 mm (1890). Ce mécanisme fut supplanté en 1895 par le verrou Leitwell, qui équipa tous les canons Krupp jusqu'en 1914. Il y eut ensuite de nouvelles améliorations.

## Fabrication
Le bloc est guidé verticalement ou horizontalement par deux rainures latérales en travers du tube, qu'il obture en aval de la culasse. La forme du bloc et ses butées latérales assurent l'étanchéité aux gaz de combustion et la cohésion du canon. Les versions définitives de ce mécanisme sont de trois types distincts par leur butées et leur mouvement : le modèle Armstrong, le modèle Krupp-Leitwell et le modèle à manivelle Erhardt. Le verrou à bloc tombant combine efficacement étanchéité et verrouillage et, à l'exception du modèle Armstrong, il est rapide, simple à utiliser et susceptible d'automatisation. Ses inconvénients sont un poids relativement élevé et la diminution de la longueur de rayure de l'arme. Il a évolué vers le verrou éjectable et le verrou interchangeable, moins lourds, qui exploitent l'inertie du bloc pour recharger et augmentent ainsi la cadence de tir ; mais ces dispositifs allégés ne sont utilisables qu'avec des canons de calibre maximum de 75 mm.

## Description des principaux systèmes

### Le verrou Armstrong

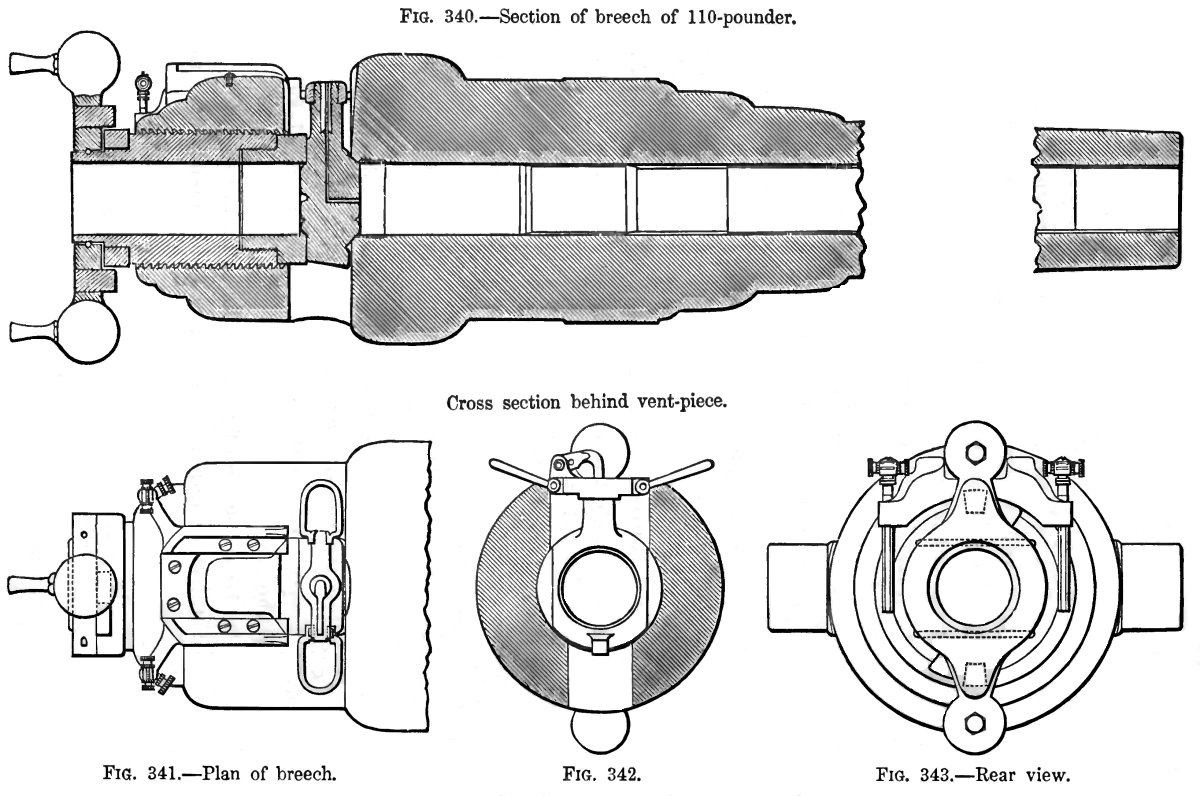
Conception du verrou à bloc tombant Armstrong

Dans le système Armstrong, on engage une clavette métallique dans la culasse par le haut. Le verrouillage est assuré par une culasse filetée qui, lorsqu'elle est vissée, pousse la clavette contre le fond de la chambre à poudre. L'étanchéité est assurée par une bague en bronze qui épouse les contours de la clavette. Les différentes pièces composant le verrou étant indépendantes, l'ouverture et la fermeture de la culasse sont relativement malaisées et lentes. Ce dispositif a été remplacé au début des années 1870 par la culasse à filetage interrompu de Whitworth et de Bange.

### Le verrou double prussien
Ce dispositif a été décliné en deux versions différentes : l'un pour l'artillerie de campagne, l'autre pour l'artillerie de siège. Ils ne se distinguent à vrai dire que par des adaptations mécaniques du verrouillage à la taille des canons. Ce qui suit décrit les adaptations pour l'artillerie de siège.
Dans sa version originelle de 1862, le verrou à bloc tombant comportait deux clavettes massives glissant en travers de la culasse qui, lorsqu'elles se trouvaient plaquées l'une contre l'autre, formaient un coin. En repoussant les deux blocs l'un contre l'autre, il était possible de modifier la hauteur de ce coin pour l'extraire plus facilement de la culasse. Il suffisait pour cela de retirer une goupille engagée dans la face avant du premier bloc. Le second bloc glissait dans deux rainures sur sa face arrière, avec un blocage de la translation par une vis latérale. Il n'y avait aucune sécurité contre une ouverture intempestive du verrou de culasse. L'étanchéité était assurée par des joints en bronze, que l'on pouvait détacher au maillet en cas d'urgence extrême. Ce verrou était donc déjà opérationnel, même s'il posait souvent problème à l'utilisation : le bloc mobile formait le fond de culasse et son encrassement par la poudre dégradait rapidement l'étanchéité.
Ce mécanisme a été modifié à plusieurs reprises ensuite. C'est ainsi que dès 1864 on lui donna une orientation semblable à celle du verrou Wesener de l'artillerie de campagne, en tournant l'ensemble de 90°, de sorte que le premier bloc se trouvait à présent en position latérale sur la culasse. On rapporta également une plaque d'acier carrée amovible sur ce bloc, un peu en débord, pour ne plus avoir à le sortir entièrement pour le décrasser des résidus de poudre. Pour empêcher une ouverture intempestive du verrou, on avait ajouté sur la face latérale un cliquet maintenu en position par une rondelle Belleville, qu'il fallait repousser pour pouvoir démonter les blocs du verrou.
Dans son ultime version (1866), la vis latérale du verrou à blocs prussien était remplacée par une manette actionnant un ressort de déverrouillage, de sorte que le démontage ne nécessitait plus de tournevis. De plus, la bague en bronze du verrou Kreiner était remplacée par une pièce standardisée, la rondelle Broadwell.

Coupe verticale du verrou prussien (modèle 1862)
Coupe en plan du verrou prussien (modèle 1864)
Coupe en plan du verrou prussien (modèle 1866)